# Shots & Squats
Shots & Squats is een single van het Zweedse houseduo Vigiland en de artiest Tham Sway uit 2015. 

## Achtergrond
Shots & Squats is geschreven door Simon Strömstedt, Claes Remmered Persson, Otto Pettersson, David Landolf en Noel Svahn. Het feestnummer gaat vooral over veel drinken. Het was een groot succes in Scandinavië, met onder andere een tweede plek in de Zweedse hitlijst en een derde in die van Finland. Buiten Scandinavië was het minder succesvol, de enige andere notering was de 92e plek in de Single Top 100 en de vijftiende plaats in de Tipparade.